# Fosbergia
Fosbergia es un género con cuatro especies de plantas con flores perteneciente a la familia de las rubiáceas.
Es nativo del sur de China hasta Indochina.

## Taxonomía
El género fue descrito por Tirveng. & Sastre y publicado en Biogeographica 73: 88. 1997.

## Especies aceptadas
A continuación se brinda un listado de las especies del género Fosbergia aceptadas hasta mayo de 2015, ordenadas alfabéticamente. Para cada una se indica el nombre binomial seguido del autor, abreviado según las convenciones y usos.	
- Fosbergia alleizettii Tirveng. & Sastre
- Fosbergia petelotii Merr. ex Tirveng. & Sastre
- Fosbergia shweliensis (J.Anthony) Tirveng. & Sastre
- Fosbergia thailandica Tirveng. & Sastre